# Balm (Floryda)
Balm – jednostka osadnicza w Stanach Zjednoczonych, w stanie Floryda, w hrabstwie Hillsborough.